# 十七人委員会
十七人委員会（じゅうしちにんいいんかい、ドイツ語: Siebzehnerausschuss）は、1848年3月10日にドイツ同盟の同盟議会によって設置された委員会であり、「民衆の信任ある17名」によって構成された。同委員会は、ドイツ同盟の諸邦において三月革命が開始した後、既存の連邦憲法を新たな政治状況に適応させるために、憲法草案を作成することとなっていた。同委員会は、1848年4月3日から同年5月8日まで、合計25回にわたって開催された。同年4月26日には、十七人委員会草案（Siebzehner-Entwurf）が採択された。

## 委員
17という数は、ドイツ同盟議会の委員会の議席数に由来する。ドイツ同盟議会の委員会には、11の大邦が各1名の代表者を派遣し、他の小邦は合計6名の代表者を派遣していた（ドイツ同盟規約4条）。十七人委員会は、実際には、17名以上の代表者によって構成されていた。十七人委員会は、1848年4月5日の決議によって、集合票（合同投票権、Kuriatstimme）により一致した諸邦が代表者を派遣することを許可した。しかしながら、このようにして選出された代表者には、独自の投票権が認められなかった。政治状況を考慮して、各邦は、著名で穏健な自由主義者の野党政治家を十七人委員会の代表者として主に選出した。
| 邦                   | 委員                                                                                         | 備考     |
| -------------------- | -------------------------------------------------------------------------------------------- | -------- |
| バーデン大公国       | フリードリヒ・ダニエル・バッサーマン                                                         | 副委員長 |
| バイエルン王国       | カール・キルヒゲスナー                                                                       |          |
| ハノーファー王国     | アドルフ・フォン・ヴァンゲンハイム（〜4月15日） ハインリヒ・アルベルト・ザカリア（4月15日〜) |          |
| ヘッセン大公国       | フリードリヒ・テオドール・ランゲン                                                           |          |
| ヘッセン選帝侯国     | カール・ヴィルヘルム・ヴィッパーマン ジルベスター・ヨルダン テオドール・ベルク               |          |
| ホルシュタイン公国   | ヨハン・グスタフ・ドロイゼン                                                                 |          |
| ルクセンブルク大公国 | ジャン・ジャック・ヴィルマー                                                                 |          |
| オーストリア帝国     | アントン・フォン・シュマーリング フランツ・フィリップ・フォン・ゾマルーガ                    |          |
| プロイセン王国       | フリードリヒ・クリストフ・ダールマン                                                         |          |
| ザクセン王国         | カール・ゴットヘルフ・トッド                                                                 |          |
| ヴュルテンベルク王国 | ルートヴィヒ・ウーラント                                                                     |          |

| 邦                                              | 委員                                                      | 備考   |
| ----------------------------------------------- | --------------------------------------------------------- | ------ |
| 12. メクレンブルク                              | スティーファー                                            |        |
| 13. ザクセン諸公国（Ernestinische Herzogtümer） | ハンス・コーノン・フォン・デア・ガーベレンツ ルター       |        |
| 14. ブラウンシュヴァイク公国及びナッサウ公国    | マクシミリアン・フォン・ガーゲルン                        | 委員長 |
| 15. オルデンブルク大公国等                      | ヴィルヘルム・エドゥアルト・アルプレヒト                  |        |
| 16. ロイス、リッペ侯国、ヴァルデック侯国等      | ハインリヒ・カール・ヤオプ モーリッツ・レオポルト・ペトリ |        |
| 17. 自由都市                                    | ゲオルク・ゴットフリート・ゲルフィーヌス                  |        |

## 活動
憲法草案は、1838年4月26日に十七人委員会から提出され、同年5月8日にドイツ同盟議会が正式に採択した。この憲法草案は、フランクフルト国民議会において採択されるフランクフルト憲法の基礎となる予定であった。しかしながら、左派の代表者、とりわけ、ロベルト・ブルムや、フランツ・ヤーコプ・ヴィガルドの煽動によって、また、30名からなる憲法委員会の委員長バッサーマンの意に反して、フランクフルト国民議会は、十七人委員会の憲法草案を、憲法制定の際の指針として利用すべきではない旨の決定をした。しかしながら、十七人委員会の憲法草案とフランクフルト憲法との間には強い類似が見られる。
憲法史家のエルンスト・ルドルフ・フーバーによれば、フランクフルト憲法とその後の全てのドイツの憲法が、1848年の十七人委員会の憲法草案の基本構想に負うものであると判断した。この憲法草案は、君主制、連邦制、議会制及び法治国原理を当時としては前例のない方法で組み合わせたものであった。